# Ньяуи (гора)
Нья́уи (исп. Ñahui, ˈɲa.wi, испанская форма слова ñawi (глаз) языка кечуа) — гора в регионе Куско, Перу. Высота 4208 м.
Рядом с горой находится небольшое поселение Ньяуи-Чапи. Координаты населённого пункта: 14°24′28″ ю. ш. 71°18′00″ з. д..
В русскоязычном сегменте Интернета название часто ассоциируется с ненормативной лексикой. С лёгкой руки вице-премьера Республики Крым Дмитрия Полонского получило распространение эвфемистическое выражение «пойти в перуанскую деревню».